# Mija Kalan
Mija Kalan, slovenska novinarka, prevajalka in radijska sodelavka, * 16. september 1927, Kobarid, † 19. julij 1997, Koper.

## Življenje in delo
Rodila se je na v družini učiteljev Josipa in Anice Kalan. Licej je končala v Brescii kjer je bil oče ravnatelj. Nato je na ljubljanski medicinski fakulteti dve leti študirala medicino, a je študij zaradi nesreče opustila in se v letih 1951−1953 in 1957-1964 kot novinarka zaposlila v italijanskem kulturnem uredništvu Radia Koper, vmes pa je bila honorarna sodelavka istega uredništva. Po letu 1964 je postala dopisnica več tržaških listov, ves čas pa je prevajala v italijanščino. Za Radio je v italijanščini napisala okoli 20 izvirnih radijskih iger za otroke ter prevajala in dramatizirala slovenske in tuje mladinske avtorje.
Prevedla in priredila je tudi okrog 50 izvirnih dramatiziranih reportaž, pripravila več glasbenih oddaj, dve leti vodila oddajo Žena in dom ter skrbela za glasbo po željah. Za reško založbo EDIT je prevedla Potrčev roman Na kmetih (v prevodu Terra e donne, 1954), za antologijo Serittori jugoslavi (1956) pa odlomke iz Levstikovega Martina Krpana, Kersnikovih Kmetskih slik in Cankarjevega romana Na klancu ter 2. dejanje drame Hlapci. Napisala je tudi scenarije za Kosmačev celovečerni otroški film Ti loviš (1961) in igri Gineto snema film ter Kdo si dedek mraz?. 